# Lyonia fruticosa
Lyonia fruticosa är en ljungväxtart som först beskrevs av André Michaux, och fick sitt nu gällande namn av G.S. Torr. och B.L. Robins. Lyonia fruticosa ingår i släktet Lyonia och familjen ljungväxter. Inga underarter finns listade i Catalogue of Life.

## Bildgalleri

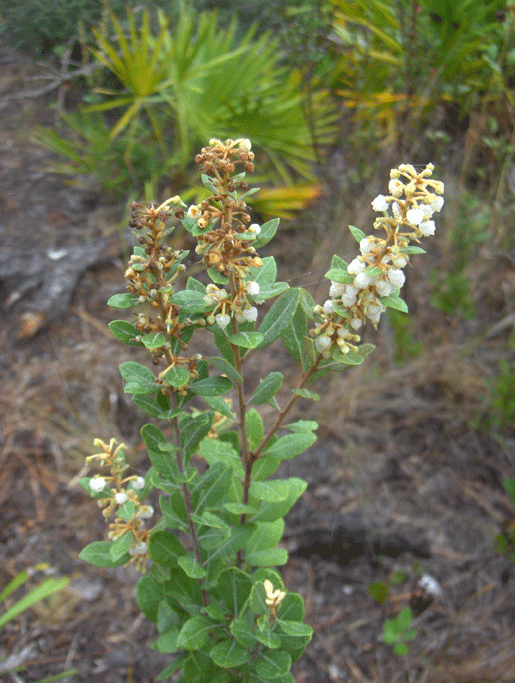
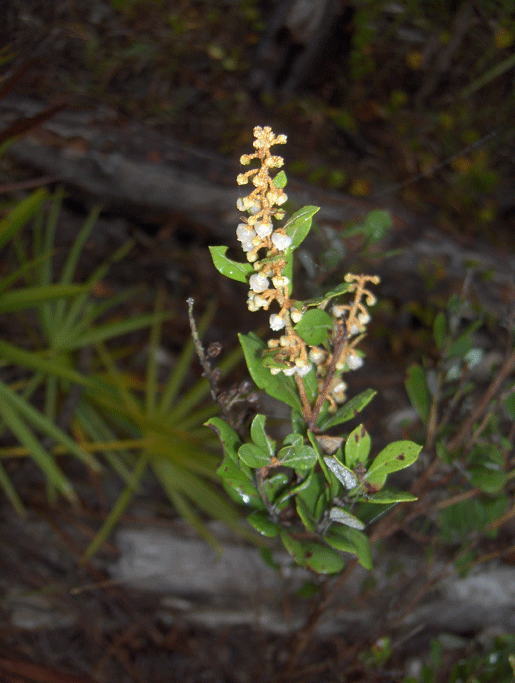
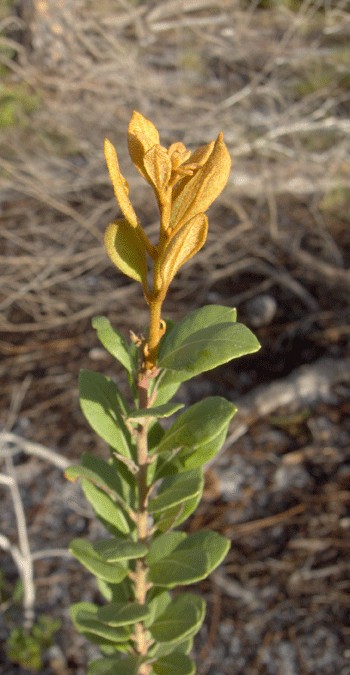
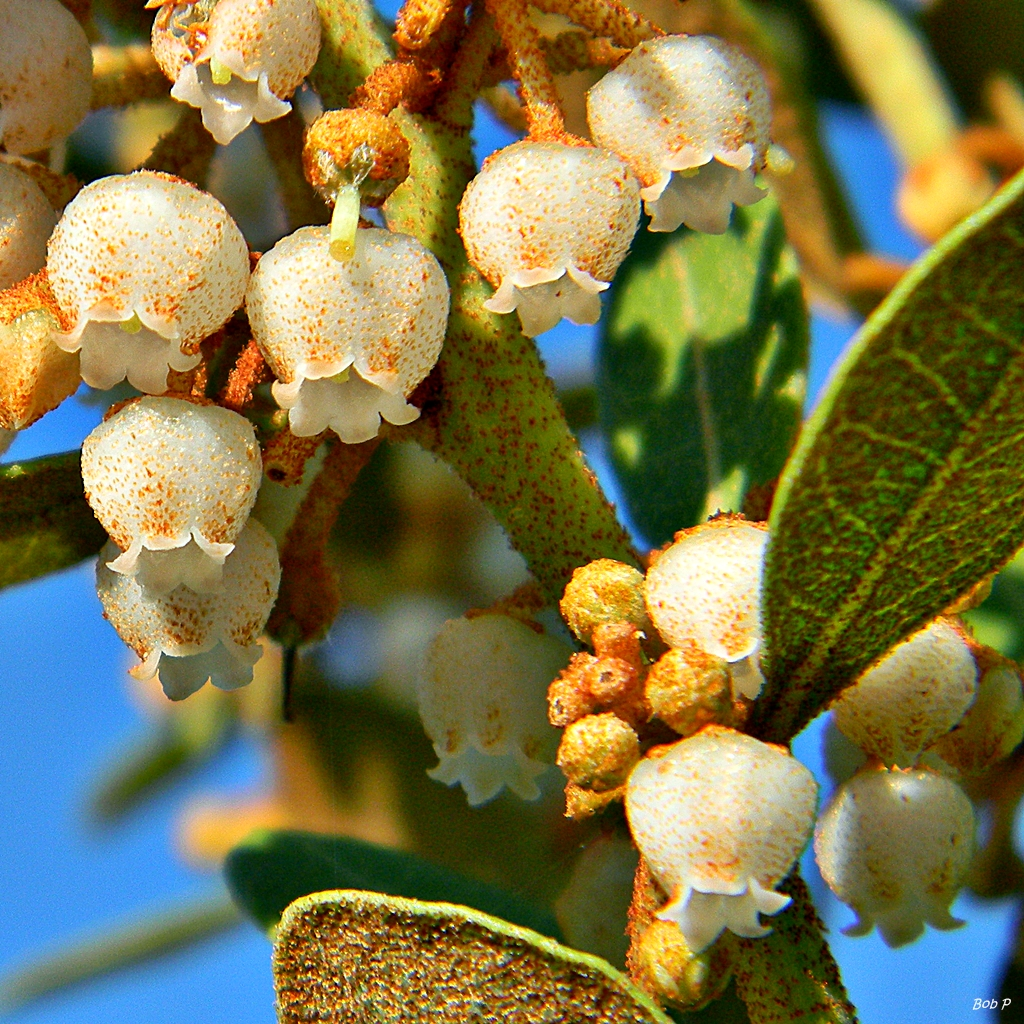
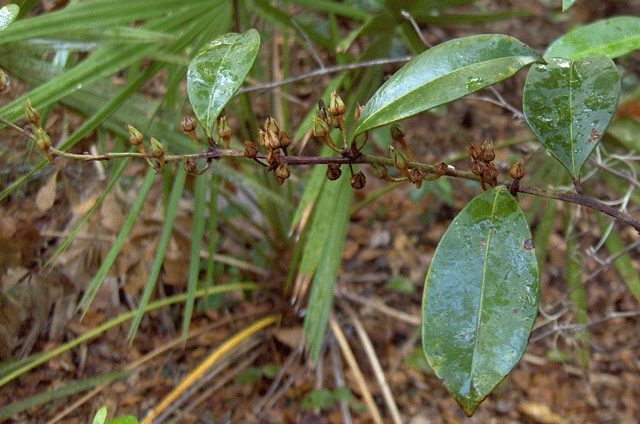
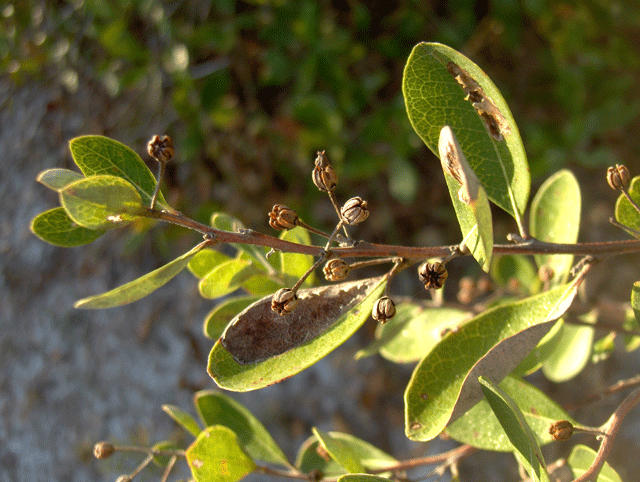